# Guardians of the Galaxy: The Telltale Series
Guardians of the Galaxy: The Telltale Series (укр. Вартові галактики: Серія Telltale) — пригодницька відеогра 2017 року, розроблена та опублікована американською компанією Telltale Games. Гра складається з п'яти епізодів, перший з яких вийшов 18 квітня 2017 року. Сюжет Guardians of the Galaxy: The Telltale Series заснований на команді супергероїв Вартові галактики з коміксів американського видавництва Marvel Comics.
Історія розповідає про те, як Вартові галактики знаходять артефакт могутньої сили, званий «Горнило вічності». Задачею команди є захист Горнила вічності від кріанки Гали Обвинувачки, що хоче забрати його собі.

## Ігровий процес
Ігровий процес Guardians of the Galaxy: The Telltale Series схожий на інші ігри Telltale, в яких персонаж гравця розмовляє з іншими персонажами, досліджує середовище та взаємодіє з об'єктами в ньому, а іноді виконує послідовності дій, що складаються з подій, які відбуваються у швидкому часі. Гравці роблять вибір, наприклад, вибір діалогу, який створює детермінанти в історії, що впливають на подальші дії в цьому епізоді та в наступних епізодах. У серії гравець в основному грає за Зоряного Лицаря, але іноді може ненадовго взяти на себе роль іншого Вартового під час битв, або, в певні моменти, зіграти за іншого персонажа у флешбеку.

## Акторський склад
- Скотт Портер — Пітер Квілл, Зоряний Лицар
  - Джеремі Шеда — юний Пітер Квілл

- Емілі О'Браєн — Ґамора
- Нолан Норт — Єнот Ракета
- Брендон Пол Ілс — Дрекс Руйнівник / вартовий крі в 1 епізоді / офіцер корпусу Нова в 1-2, 5 епізодах / вояки крі в 5 епізоді
- Адам Гаррінґтон — Ґрут / прибулець у барі
- Фей Кінґслі — Гела
- Кріс Кокс — Джин-Ксар / вчена у 2 епізоді
- Сумалі Монтано — Богомолиця / ведуча новин
- Джонні Бош — Бал'Дінн
- Фрайда Вольф — Лайла
- Кортенай Тейлор — Мередіт Квілл
- Ешлі Берч — Небула
- Анаїс Ліліт — Камарія
- Джейк Ґрін — Рукс / прибулець у барі / вояк Нова в 1-2 епізодах / офіцер корпусу Нова у 2 епізоді / безпілотник у 2-3 епізодах / співкамерник у 5 епізоді
- Джейк Гарт — Танос, Божевільний Титан
- Марк Барболак — Йонду Удонта / бармен/ комп'ютер крі / Містер Пінкл
- Ерін Іветт — Віллі / прибулець у барі / вояк Нова в 1-2 епізодах / Джеріс
- Джон Омогундро — Кларенс
- Олівер Вакер — священник / продавець / вартовий крі в 1 епізоді

Інші персонажі:
- Джейн Якобс
- Ґевін Гаммон (у титрах не вказаний)

## Епізоди
Відеогра є розділеною на п'ять епізодів:
| № | Назва                                               | Режисер         | Сценарист                                              | Дата виходу      |
| - | --------------------------------------------------- | --------------- | ------------------------------------------------------ | ---------------- |
| 1 | «Tangled Up in Blue» (укр. «Заплутані в космосі»)   | Джонатан Стодер | Зак Келлер, Ніколь Мартінез, Тімоті Вільямс            | 18 квітня 2017   |
| 2 | «Under Pressure» (укр. «Під тиском»)                | Джейсон Латіно  | Ніколь Мартінез, Джессіка Кроз, Тімоті Вільямс         | 6 червня 2017    |
| 3 | «More than a Feeling» (укр. «Більше ніж почуття»)   | Марк Дрост      | Меґан Торнтон, Зак Келлер, Джессіка Кроз               | 22 серпня 2017   |
| 4 | «Who Needs You» (укр. «Кому ви потрібні»)           | Кріс Ребберт    | Джош Трюїлло, Росс Білі, Джессіка Кроз, Тімоті Вільямс | 10 жовтня 2017   |
| 5 | «Don’t Stop Believin'» (укр. «Не зупиняйся вірити») | Джейсон Латіно  | Джессіка Кроз                                          | 7 листопада 2017 |

## Розробка
Telltale та Marvel співпрацювали над розробкою гри, швидко з'ясувавши, що вони хочуть створити оригінальну історію, яка б використовувала канонічних персонажів, не була прив'язана до фільму «Вартові галактики» 2014 року. Telltale вирішили піти проти історії походження, і натомість зосередилися на зв'язках між кожним з п'яти Вартових. За словами Біла Розманна з Marvel: «Хороша історія про Вартових — це історія про них як про сім'ю, яка показує, що всі вони невдахи, всі вони аутсайдери, всі вони відчувають, що у них більше немає сім'ї та об'єднуються, щоб створити власну сім'ю, від якої вони залежать». За словами продюсера Telltale Джастіна Ламброса, вони побачили це, а також елементи з історій відомих персонажів, щоб знайти «потенційно несподівані» елементи для включення. Щоб досягти цього, вони запланували, що кожен епізод буде зосереджений навколо кожного Вартового і досліджуватиме їхнє минуле, хоча гравець в основному залишатиметься в ролі Зоряного Лицаря протягом усієї серії. Такий підхід був новим для Telltale, оскільки взаємодія персонажів, яку гравець обирає в попередніх епізодах, може мати сильніший вплив на наступні епізоди, особливо на стосунки між іншими Вартовими. Метою Telltale та Marvel було зробити історію доступною для людей, які, можливо, не читали коміксів, але бачили фільм, водночас залишаючи натяки та великодки, що відсилають до історії Вартових у коміксах для давніх шанувальників.
Вперше гра була представлена під час церемонії Game Awards у грудні 2016 року, хоча чутки про гру з'явилися раніше в матеріалах, випущених акторами SAG-AFTRA в рамках страйку акторів озвучення відеоігор у листопаді 2016 року. Перший з п'яти епізодів гри вийшов 18 квітня 2017 року; крім цифрового завантаження, для першого епізоду була доступна роздрібна версія з онлайн-перепусткою для придбання інших епізодів після їх виходу; вона вийшла 2 травня в Північній Америці та 5 травня в Європі.
Telltale провела панель про гру на заході PAX East у Бостоні, штат Массачусетс, у березні 2017 року, а також надала перший епізод для «колективної гри» під час заходу South by Southwest у 2017 році.